# Dòids
Els dòids (Doidae) són una família de lepidòpters ditrisis de la superfamília dels drepanoïdeus (Drepanoidea).

## Taxonomia
La família Doidae inclou dos gèneres:
- Doa
- Leuculodes